# Théorie Z
La théorie Z ou le modèle japonais est une extension de la théorie XY de Douglas McGregor. La théorie Z fut développée par William Ouchi en 1981 a grandi à Honolulu, à Hawaï aux USA. Il est professeur américain et auteur dans le domaine du management. Il a reçu un MBA (master of business administration) à l'Université de Stanford en 1965 et 7 ans plus tard, il obtient un doctorat en administration des affaires à l'Université de Chicago.. Elle est assez proche des 14 points définis par William Edwards Deming.
En 1981,William Ouchi a proposé une variante qui combine les méthodes de gestion américaines et japonaises ce qui donne la théorie , ayant pour caractéristiques :  
- emploi a long terme
- prise de décisions collectives   [2]
- responsabilité individuelle

La théorie Z est basée sur le style de management japonais. En fait, la théorie Z de l’organisation repose sur une synthèse des caractéristiques respectives de firmes japonaises et nord-américaines qui ont connu le succès ainsi que le meilleur de la théorie Y.
La théorie Z est en quelque sorte l’extension de la théorie XY de Mac Gregor. Il choisit ce nom en tant que prolongement de la pensée de Mac Gregor. 
Douglas Mac Gregor et William Ouchi semblent dire que les éléments centraux de la théorie sont la loyauté et l’idéologie. 
Le management japonais décrit ainsi les salariés comme loyaux et ayant envie améliorer leur travail d’équipe, ainsi que l’organisation. Diverses investigations ont été faites ayant pour objectif de trouver les raisons pour lesquelles, les entreprises japonaises basée sur les attitudes et les responsabilités des salariés depuis l’ère de l'économie managériale, étaient plus performantes que les entreprises américaines.

## Les étapes de la théorie Z
1. Comprenez ce qu’est une entreprise de type Z et quel est votre rôle
  - C'est-à-dire en familiarisant l'encadrement impliqué dans la théorie.
2. Examinez la philosophie de votre entreprise
  - Détermine le comportement en interne mais également en externe vis-à-vis des clients et des fournisseurs.
3. Définissez la philosophie recherchée et obtenez la participation de l’entreprise
  - Doit se faire de façon progressive et s’appuyer sur la confiance existant entre le chef d’entreprise et ses collaborateurs.
4. Mettez en place votre philosophie en créant à la fois les structures et les stimulants
  - L’entreprise efficace sera celle qui fonctionnera en    coordination tacite, tel un clan.
5. Développez les techniques de communication
  - Il existe 2 grands types
  - La reconnaissance des schémas d’interaction dans les groupes chargés de prendre les décisions et de résoudre les problèmes
  - Promouvoir le leadership au sein du groupe afin qu’il puisse rapidement identifier les problèmes important, résoudre les conflits et déboucher sur des solutions créatrices
6. Un test pour vous et pour le système
  - Il est primordial qu’un test soit réalisé, afin de vérifier si les objectifs sont atteints
7. Faire participer le syndicat
  - ll faut élaborer une philosophie systématique des relations avec le personnel.
8. Stabilisez l’emploi
  - La stabilité de l’emploi dépend de la politique adoptée.
9. Adoptez le système de l’évaluation et de la promotion lente
  - Le ralentissement du processus d’évaluation et de promotion est capital lorsqu’on veut faire comprendre au personnel l’importance    des résultats à court terme
10. Élargissez les possibilités de carrière
  - Il est de l’intérêt de chacun d’encourager le mélange d’experts travaillant sur le même problème, chacun des éléments de l’entreprise Z étant liés ensemble afin de constituer un système coopératif.
11. Introduisez les réformes à la base
  - Il faut commencer par établir la compréhension et la    confiance aux niveaux supérieurs de la hiérarchie. Par la suite, une action est envisagée.
12. Découvrez les secteurs où vous pouvez implanter la participation
  - On constate que les différentes expériences réalisées autour de la participation ont donné naissance à de nouveaux modes de fonctionnement tels que les équipes semi-autonomes, ainsi que la conception d’usines ou bureaux sous forme de systèmes socio-techniques reflétant    les conceptions humaines ou mécaniques.
13. Encouragez le développement des relations globales.
  - Les relations globales aident à maintenir la nature    égalitaire de l’entreprise en mettant supérieurs et subalternes sur un    pied d’égalité.